# Казанцево (Нижньогородська область)
Казанцево (рос. Казанцево) — присілок в Ковернинському районі Нижньогородської області Російської Федерації.
Населення становить 12 осіб. Входить до складу муніципального утворення Хохломська сільрада.

## Історія
Від 2009 року входить до складу муніципального утворення Хохломська сільрада.

## Населення
| 2002 | 2010 |
| ---- | ---- |
| 24   | ↘12  |